# Sala y Gómez
Sala y Gómez (španělsky Isla Sala y Gómez) je neobydlený malý ostrov vulkanického původu příslušející státu Chile. Nachází se v jihovýchodní části Tichého oceánu na východní hranici Polynésie 3220 km od pobřeží Chile, je vzdálen 415 km východně od Velikonočního ostrova. Ostrov je tvořen dvěma částmi, spojenými šíjí s průměrnou šířkou 30 metrů. Celý ostrov má rozlohu cca 15 hektarů a z východu na západ měří 700 metrů. Na ostrově samotném se nenachází žádná činná sopka, ale její existence se předpokládá v jižní zátoce ostrova.

## Flóra a fauna
Na ostrově rostou hlavně kapradiny a trávy zvyklé na silné mořské větry.
Jediným zdrojem sladké vody je prohlubeň shromažďující dešťovou vodu, která umožňuje pravidelné zastávky stěhovavých ptáků a celoroční hnízdění šesti místních druhů (nikoliv endemických). Z ryb se v okolí ostrova vyskytují žraloci, tuňáci nebo mečouni.

## Historie

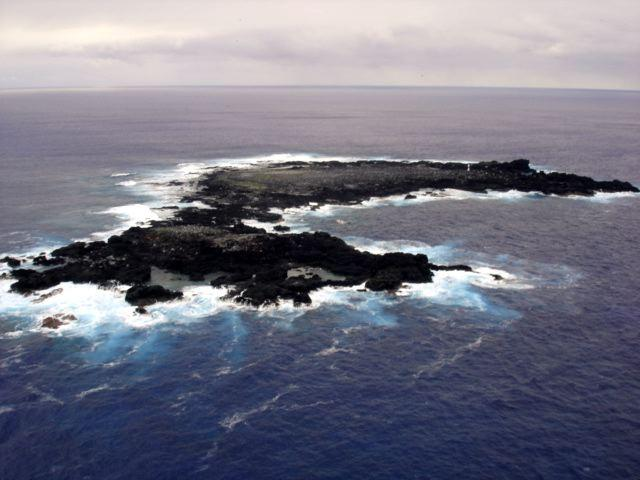
Sala y Gómez

Ostrov nebyl pravděpodobně nikdy ve své historii trvale obydlen, nicméně nálezy sítí a rybářského náčiní svědčí o častých návštěvách rybářů. Podle tradic jezdili na ostrov Sala y Gómez obyvatelé Velikonočního ostrova pro vejce a peří ptáků, mluví o něm také mnoho pověstí Rapa Nui v souvislosti s různými božstvy. Ostrov objevil v roce 1793 španělský mořeplavec José Salas Valdés a prozkoumal ho José Manuel Gómez roku 1805. Po obou mužích nese své dnešní jméno. V roce 1966 se ostrov stal součástí provincie Velikonoční ostrov a roku 1976 se stal přírodní památkou.